# Onthophagus panfilovi
Onthophagus panfilovi es una especie de insecto del género Onthophagus, familia Scarabaeidae, orden Coleoptera.

Fue descrita científicamente por Kabakov en 1983.